# IHunch

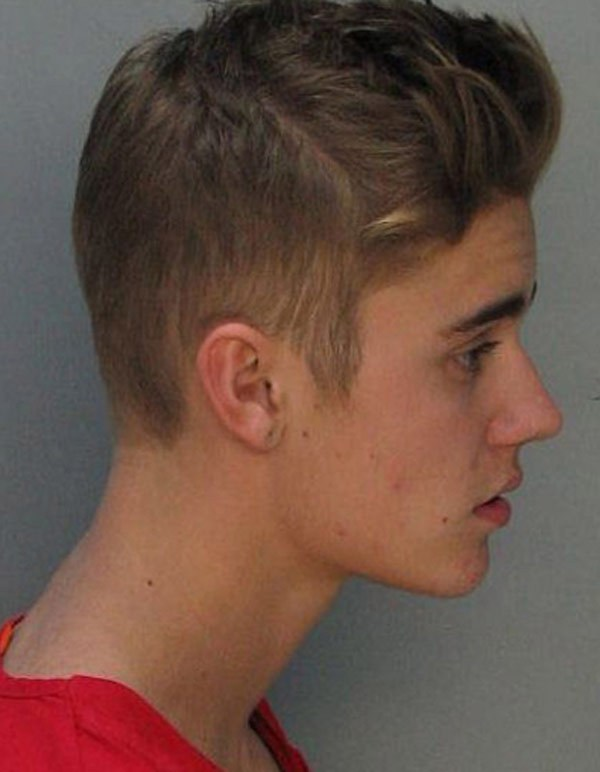
Postura della testa in avanti

iHunch, chiamato anche iGobba, postura della testa in avanti, postura del mento sporgente, collo da computer, o gobba della vedova, cervicale a collo di cigno è un comune problema di una colonna vertebrale toracica eccessivamente cifotica che causa dolore al collo e mal di testa cervicogenico.
Tale posizione ha sempre causato problemi provocando dolore alla parte superiore della schiena e del collo, ad esempio nei dentisti, chirurghi, e nei parrucchieri. Ciò che è cambiato nell'ultimo decennio è la quantità di persone colpite, specialmente nelle generazioni più giovani che sono cresciute piegandosi su laptop, tablet e smartphone, da cui il termine "iHunch" (letteralmente iGobba). Poiché il problema deriva specificamente da una grande flessione in avanti, il trattamento sarà rivolto a contrastare quest'abitudine. Il trattamento può includere farmaci analgesici e/o antinfiammatori, pause regolari durante l'utilizzo dei piccoli dispositivi, rafforzamento e allungamento muscolare, massaggio, manipolazione e mobilizzazione spinale, istruzione posturale e fulcri spinali. L'analisi biomeccanica suggerisce che una combinazione di approcci sia la migliore e fornisca risultati più duraturi. 

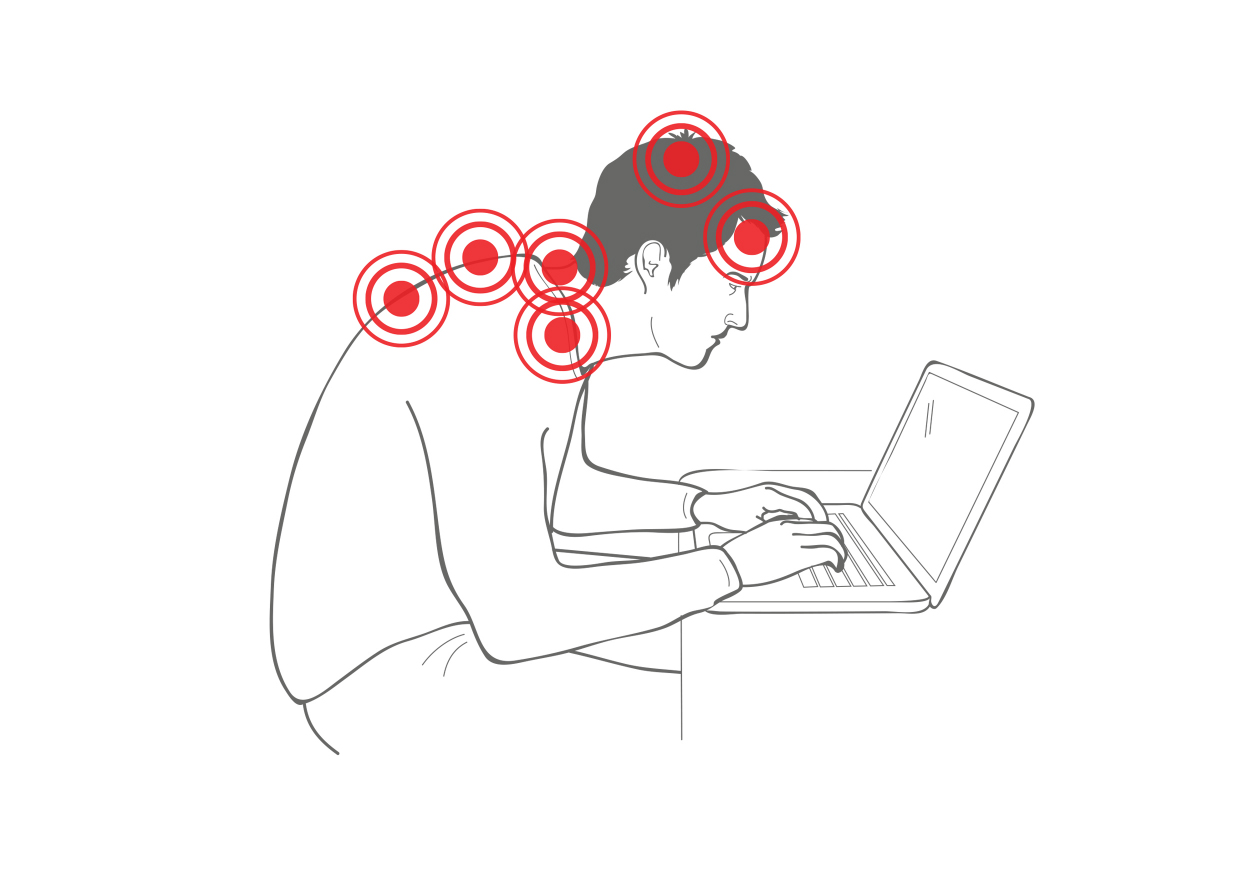
iHunch: I muscoli sovraccarichi nella parte posteriore del collo rafforzano, affaticano, sfregiano e accorciano; i muscoli di supporto della parte centrale e della parte bassa della schiena si indeboliscono; curvare le articolazioni della parte superiore della schiena ed eventualmente bloccarsi in quella posizione; i muscoli nella parte anteriore del collo lavorano meno e si indeboliscono, quindi il mento sporge.

 Recenti indicazioni mostrano che la prevalenza del dolore si riscontra nella parte superiore della schiena e del collo, aumentata notevolmente nel decennio precedente al 2016. Questo aumento è stato attribuito alla corrispondente adozione diffusa di computer portatili, tablet, smartphone e altri piccoli dispositivi portatili digitali. Poiché gli schermi non si separano dalle tastiere, questi piccoli dispositivi non possono essere configurati ergonomicamente correttamente (a meno che non venga aggiunto uno schermo aggiuntivo o una tastiera aggiuntiva). In questo senso si differenziano dai personal computer da tavolo. Più comunemente, l'utente li utilizza spesso per molte ore al giorno.
L'incurvamento aumenta il carico effettivo sul collo fino a diverse volte in più rispetto alla postura eretta, a causa del crescente momento del braccio. Il dolore locale, il mal di testa cervicogenico e il dolore riferito che si estende lungo le braccia possono derivare dallo sforzo muscolare prolungato, dalla compressione delle faccette articolari cervicali (o articolazione apofisaria o zigapofisaria) e dalla diminuzione delle uscite nervose foraminali cervicali.
Una postura curvata invia anche un messaggio, in termini di linguaggio del corpo, di sottomissione e minore fiducia in se stessi, con alcune ricerche che indicano che possono effettivamente promuovere tali atteggiamenti nella persona che li mantiene.

## Epidemiologia
Il primo laptop è stato prodotto nel 1981, ma ci sono voluti più di un decennio di sviluppo perché i progetti si avvicinassero ai livelli attuali di portabilità e capacità, e quindi alla sua diffusione. Apple ha prodotto il primo smartphone (l'iPhone) nel 2007 e il primo tablet (l'iPad) nel 2010. Nel 2015 c'erano 4,43 miliardi di utenti che utilizzavano telefoni cellulari nel mondo, di cui 2,6 miliardi possedevano uno smartphone. Negli Stati Uniti, il 45% possedeva un tablet nel 2014 e il 92% possedeva un telefono cellulare; per i giovani di età compresa tra 18 e 29 anni, solo il 2% non possedeva un telefono cellulare e il 50% aveva un tablet.
Un ampio studio trasversale finlandese su adolescenti in età scolare pubblicato nel 2012 ha concluso che più di due ore al giorno trascorse al computer erano associate a un aumento moderato/grave del dolore muscoloscheletrico. L'anno seguente, il 18-24enne britannico medio trascorreva 8,83 ore al giorno davanti a un PC, laptop o tablet. Il dolore al collo di per sé è stato un grosso problema per molto tempo ed è stato esaminato ripetutamente. Una revisione composita di studi con una buona metodologia di Fejer et al. pubblicata nel 2006 ha rilevato che la prevalenza puntuale del dolore al collo nella popolazione adulta (15–75 anni) variava dal 5,9% al 22,2%. Uno studio condotto su anziani (65+ anni) ha riscontrato che il 38,7% ha sofferto di dolore al collo. In generale, un maggior numero di popolazioni urbane ha avuto più dolore al collo, ad esempio il 22,2% di un grande studio canadese del 1998 aveva dolore al collo quando esaminato.
Sulla base di questi studi sulla prevalenza del dolore al collo, e aggiungendo ad essi la prevalenza di dolore toracico e mal di testa cervicogenico, è ragionevole stimare che circa un adulto su sei (15%) abbia probabilmente dolore in una, in alcune o in tutte quelle aree. Tuttavia, i documenti epidemiologici pubblicati si basano su dati grezzi provenienti da sondaggi condotti almeno 10 anni fa e vi sono indicazioni che da allora i numeri siano aumentati drasticamente, così come l'adozione di laptop, tablet e smartphone. Ciò si riflette nel recente aumento del numero di articoli popolari, notizie e discussioni mediatiche sul problema.

## Eziopatogenesi
La colonna vertebrale umana è adatta per mantenere una postura eretta, con l'aumento della frequenza cardiaca dal movimento che devia un buon apporto di sangue ai muscoli. Questo chiaramente non è il caso di un gran numero di esseri umani sedentari che trascorrono molte ore al giorno piegati su laptop, tablet, smartphone e simili. Una valutazione biomeccanica del gonfiore toracico mostra il carico spinale anormale e altri effetti che plausibilmente spiegano il recente forte aumento del dolore toracico e cervicale al passo con l'onnipresente adozione dei piccoli dispositivi tipici dell'era dell'informazione tecnologica.
L'incurvamento ha sempre causato problemi, ad esempio in gruppi professionali come dentisti, chirurghi, parrucchieri, infermieri, chef, insegnanti, lavoratori informatici e studenti. Alcune condizioni reumatoidi come la spondilite anchilosante e le condizioni neurodegenerative come la malattia di Parkinson, la sindrome della persona rigida e la distrofia miotonica. causano la caratteristica cifosi toracica eccessiva. Ciò che è cambiato è la quantità di persone colpite nella società in generale, e specialmente con i giovani tecnologicamente abili. L'iHunch è un problema multifattoriale.
- L'inclinazione toracica richiede la flessione delle faccette articolari toraciche. Dopo un tempo e un carico sufficienti, possono bloccarsi in questa posizione. Il collagene dei legamenti circostanti, la fascia e le capsule articolari si accorceranno attorno alle articolazioni immobili, rafforzando la parte curva della spina dorsale ipomobile.
- I muscoli di supporto della schiena centrale (erettore spinale, romboidi, fibre del trapezio medio e inferiore, ecc.) diventano distesi e deboli.
- La posizione della testa sporgente in avanti carica la colonna vertebrale fino a diverse volte più della postura eretta, a causa del momento del braccio aumentato.[32] I muscoli posteriori del collo (in particolare le fibre superiori del trapezio) che tengono la testa nella sua posizione avanzata, spesso sostenuta per molte ore, possono sforzarsi, producendo miofibrillaindividuale e danno cellulare. La riparazione di questo microtrauma comporta la deposizione della fibrosi adesiva, come parte normale della risposta infiammatoria. La fibrosi adesiva è relativamente non elastica, quindi dopo un sufficiente microtrauma ripetuto da sforzo muscolare, i muscoli posteriori del collo diventano tesi, accorciati e meno elastici.
- In questa stessa posizione della testa, il muscolo lungo del collo e altri flessori del collo profondo intorno alla parte anteriore sono appena utilizzati, quindi diventano deboli, permettendo al mento di sporgere.
- L'effetto combinato di tutto questo è la compressione di ogni faccetta articolare nella colonna cervicale. Ciò predispone a episodi di blocco acuto. Nella parte superiore del rachide cervicale, questo si manifesta spesso come mal di testa cervicogenico, con dolore che si riferisce sopra la testa dalle articolazioni C0/1, C1/2 e/o C2/3 e dall'inserimento delle fibre trapezi superiori nella linea nucale dell'osso occipitale.[33] Nei pazienti più anziani, in particolare con osteofiti e/o dove gli spazi intervertebrali sono già diminuiti, questa compressione e un'ulteriore riduzione degli spazi foraminali possono provocare irritazione e impingement delle radici nervose, riferendo dolore a una certa distanza lungo il braccio).

## Clinica

### Sintomatologia
In un collo con una postura perfetta (come ad esempio nei bambini piccoli) la testa è in equilibrio sopra le spalle. In questa posizione il carico su ciascuna vertebra del rachide cervicale viene distribuito uniformemente tra le due faccette (apofisarie) articolari nella parte posteriore e tra il disco intervertebrale e il corpo vertebrale nella parte anteriore.
L'iHunch è caratterizzato da una postura con la testa leggermente in avanti rispetto alle spalle (cioè, il lobo dell'orecchio è in posizione avanzata rispetto ad una immaginaria linea verticale attraverso la punta della spalla (acromion)). Questo può essere molto marcato quando la parte posteriore del cranio è posizionata anteriormente allo sterno. Il mento è sporgente in avanti.
Quando viene chiesto al paziente di alzare lo sguardo verso il soffitto, la curva toracica superiore non cambia. Piuttosto, la colonna cervicale inferiore "si incurva" all'indietro all'altezza delle vertebre C5/6/7, un tipo di movimento noto come "collo di cigno".
Ciò indica che le vertebre della parte superiore della schiena si sono congelate nelle loro abituali posizioni flesse, con il collagene circostante dei legamenti, le capsule articolari e l'accorciamento della fascia per rafforzare questa ipomobilità. (Questa è la gobba della vedova degli anziani delle generazioni precedenti, ora osservabile negli adolescenti moderni (2016).)
I sintomi includono dolori muscolari e affaticamento lungo la parte posteriore del collo e si estende fino a metà della schiena, spesso a partire dalle pance muscolari del trapezio superiore tra le spalle e il collo. È comune mal di testa cervicogeno dalle articolazioni e attaccamenti muscolari nella parte superiore del collo.
Il carico di compressione sulle articolazioni delle faccette cervicali predispone ad episodi di blocco acuto delle articolazioni, con dolore e perdita di movimento. Nei pazienti più anziani nei quali gli spazi tra le vertebre cervicali sono già ridotti e/o in presenza di osteofiti, l'irritazione e l'impingement delle radici nervose possono scatenare dolore al braccio.

## Trattamento
Il dolore al collo è stato generalmente trattato con una profusione di approcci e modalità, inclusi farmaci antinfiammatori non steroidei (FANS) come l'ibuprofene; farmaci antidolorifici (analgesici) come il paracetamolo; antidepressivi triciclici a basso dosaggio come l'amitriptilina per problemi cronici; fisioterapia che utilizza una vasta gamma di tecniche e modalità; manipolazione spinale da osteopati, chiropratici, manipolatori e medici; massaggio; programmi di rafforzamento muscolare tra cui palestra e pilates; approcci posturali come il Metodo Feldenkrais e la Tecnica Alexander; approcci di stretching come lo yoga; approcci ergonomici tra cui la corretta installazione dei computer da tavolo e pause frequenti; agopuntura; e interventi chirurgici per gravi problemi strutturali come il conflitto osteofitico sulle radici del nervo cervicale e l'ernia del disco cervicale.
Un approccio composito che copre ogni componente del problema è quindi probabilmente il più efficace e duraturo. La maggior parte degli approcci di trattamento generale al dolore al collo copre solo un aspetto. Una risposta logica dovrebbe includere come minimo:
- Il rafforzamento, in particolare di (1) il centro e la parte bassa della schiena che supportano i muscoli e i divaricatori della scapola e (2) il longus colli e i muscoli flessori del collo profondo.[39]
- Allungamento dei muscoli che causano la sporgenza del collo, in particolare delle fibre superiori del muscolo trapezio:[40] flessori cervicali inferiori (muscoli sternocleidomastoideo, anteriore e medio scaleno), estensori cervicali superiori (semispinalis capitis, muscolo lunghissimo, muscolo splenio della testa, muscoli suboccipitali).
- Rafforzare i muscoli che causano la retrazione del collo:[41][42] estensori cervicali inferiori, flessori cervicali superiori
- Massaggio, per allentare il tethering fibrotico adesivo del collo posteriore e dei muscoli del trapezio superiore.[39]
- Sblocco delle faccette articolari ipopotiche (congelate) della colonna vertebrale toracica e allungamento del collagene accorciato rafforzando l'eccessiva cifosi (ingobbimento).[43] Tuttavia, a meno che anche il collagene accorciato circostante non riceva uno stiramento sufficiente, il rimbalzo del collagene tenderà a congelare rapidamente l'articolazione facciale.[44]